# Outta Here (singolo)
Outta Here è il singolo d'esordio della cantante olandese Esmée Denters, proveniente dall'album omonimo. È stato pubblicato il 14 aprile 2009 nei Paesi Bassi. Nel Regno Unito è stato invece pubblicato il 16 agosto dello stesso anno sotto un'etichetta discografica differente. È stato prodotto da Justin Timberlake e Polow da Don ed è stato scritto da Jamal Jones, Jason Perry, Ester Dean e Justin Timberlake.
Ha raggiunto la top 20 nei Paesi Bassi, nel Regno Unito, in Irlanda e in Nuova Zelanda, mentre ha raggiunto posizioni più basse in Belgio. Il 28 marzo 2010 è stato certificato disco d'oro in Nuova Zelanda per aver venduto più di 7 500 copie.
In un'intervista con Pete Lewis nell'ottobre 2009, la cantante ha affermato la ragione per cui ha dato questo nome sia al singolo che all'album: "Ho chiamato [l'album] Outta Here perché per me quella canzone include un po' di tutto ciò di cui l'album parla. Sai, è un brano pop, con elementi R&B, c'è anche un po' di rock e un po' di dance... Quindi, dato che pensavo che un mix di tutti questi generi musicali rappresentasse un po' tutto l'album, ho deciso di chiamarlo così."

## Critiche
David Balls di Digital Spy ha detto che "Outta Here, co-scritto e prodotto da Justin Timberlake, è il tipico debutto in stile R&B - più o meno lo stesso di Mandy Moore o Stacie Orrico. Mi sento così tradita, che spreco del mio cuore, canta Esmée Denters subito prima il ritornello, ma peccato che non ci siano segni di passione e carisma qui."
BBC ha dato a Outta Here 3 stelle su 5, dicendo che è una canzone bella e divertente. Music Focus Release afferma che "Outta Here non è una canzone che ti può piacere subito. Infatti a un primo ascolto ci siamo sentiti delusi e un po' indifferenti."

## Classifiche
| Classifica (2009) | Posizione massima |
| ----------------- | ----------------- |
| Belgio (Fiandre)  | 26                |
| Belgio (Vallonia) | 43                |
| Irlanda           | 18                |
| Nuova Zelanda     | 12                |
| Paesi Bassi       | 3                 |
| Regno Unito       | 7                 |

## Pubblicazione
| Paese         | Data              | Etichetta       | Formato/i             |
| ------------- | ----------------- | --------------- | --------------------- |
| Paesi Bassi   | 14 aprile 2009    | Universal Music | CD, download digitale |
| Nuova Zelanda | 27 aprile 2009    | Universal Music | Download digitale     |
| Regno Unito   | 16 agosto 2009    | Polydor         | Download digitale     |
| Regno Unito   | 17 agosto 2009    | Polydor         | CD                    |
| Stati Uniti   | 15 settembre 2009 | Tennman         | Airplay               |